# Stupné
Stupné este o comună slovacă, aflată în districtul Považská Bystrica din regiunea Trenčín. Localitatea se află la altitudinea de 330 m deasupra n.m., se întinde pe o suprafață de 7,52 km2 și în 2017 număra 692 de locuitori.

## Istoric
Localitatea Stupné este atestată documentar din 1416.

## Demografie
| An:                | 1994 | 2004   | 2014   | 2024   |
| ------------------ | ---- | ------ | ------ | ------ |
| Număr de persoane: | 696  | 689    | 718    | 687    |
| Diferență:         |      | −1,00% | +4,20% | −4,31% |

| An:                | 2023 | 2024   |
| ------------------ | ---- | ------ |
| Număr de persoane: | 688  | 687    |
| Diferență:         |      | −0,14% |